# Рейтано
Рейтано (итал. Reitano) — коммуна в Италии, располагается в регионе Сицилия, в провинции Мессина.
Население составляет 951 человек (2008 г.), плотность населения составляет 73 чел./км². Занимает площадь 13 км². Почтовый индекс — 98070. Телефонный код — 0921.
Покровителем коммуны почитается святой Эразм, празднование 2 июня.

## Демография
Динамика населения:

## Администрация коммуны
- Официальный сайт: